# Taygete
Taygete (altgriechisch Ταϋγέτη Taygétē) ist in der griechischen Mythologie die Tochter des Atlas und der Okeanide Pleione. Sie ist somit eine Plejade. Mit Zeus war sie die Mutter des Lakedaimon.
Taygete war die Nymphe des Bergs Amyklayos und jagte mit der jungfräulichen Artemis. Diese versuchte, sie vor den Nachstellungen des Zeus zu retten und verwandelte sie in eine Hindin (Hirschkuh), was Taygete für einige Zeit vor den Nachstellungen des Göttervaters schützte. Nach einer Erzählung soll sie aus Dankbarkeit der Artemis die Keryneiische Hindin geweiht haben, die Herakles in seiner dritten Aufgabe dem Eurystheus lebend zu bringen hatte.
Zeus war schließlich doch erfolgreich. Nach Robert von Ranke-Graves erhängte sich Taygete auf dem Amyklayos, der in der Folge das Taygetos-Gebirges genannt wurde.
Nach Karl Kerényi wird auch erzählt, dass die bezüglich Jungfräulichkeit unerbittliche Artemis sie zur Strafe in diese Hindin verwandelt hatte, da es Taygete nicht möglich gewesen war, ihre Unberührtheit zu bewahren – oder weil sie die Liebe des Zeus gar genoss.
Ihre Nichte desselben Namens soll schließlich Lakedaimon geheiratet und von diesem den Himeros bekommen haben.